# (10794) Vänge
(10794) Vänge, désignation internationale (10794) Vange, est un astéroïde de la ceinture principale.

## Description
(10794) Vange est un astéroïde de la ceinture principale. Il fut découvert le 29 février 1992 à La Silla par le programme UESAC. Il présente une orbite caractérisée par un demi-grand axe de 3,21 UA, une excentricité de 0,22 et une inclinaison de 1,9° par rapport à l'écliptique.

## Compléments